# Episodi di Catastrofici castori (quarta stagione)
La quarta stagione della serie animata Catastrofici castori, composta da 14 episodi (28 segmenti), è stata trasmessa negli Stati Uniti, da Nickelodeon, dal 13 gennaio 2001 al 27 agosto 2006.
In Italia è stata trasmessa su Rai 2.
| nº  | Titolo originale                 | Titolo italiano | Prima TV USA     | Prima TV Italia |
| --- | -------------------------------- | --------------- | ---------------- | --------------- |
| 1a  | Chocolate Up to Experience       |                 | 13 gennaio 2001  |                 |
| 1b  | Three Dag Nite                   |                 | 13 gennaio 2001  |                 |
| 2a  | Fat Chance                       |                 | 20 gennaio 2001  |                 |
| 2b  | Dag in the Mirror                |                 | 20 gennaio 2001  |                 |
| 3a  | Canucks Amuck                    |                 | 27 gennaio 2001  |                 |
| 3b  | Yak in the Sack                  |                 | 27 gennaio 2001  |                 |
| 4a  | Driving Misses Daggett           |                 | 11 novembre 2003 |                 |
| 4b  | Big Fun                          |                 | 11 novembre 2003 |                 |
| 5a  | Moby Dopes                       |                 | 13 gennaio 2001  |                 |
| 5b  | Present Tense                    |                 | 13 gennaio 2001  |                 |
| 6a  | It's a Spootiful Life            |                 | 20 gennaio 2001  |                 |
| 6b  | The Mom from U.N.C.L.E.          |                 | 20 gennaio 2001  |                 |
| 7a  | House Sisters                    |                 | 6 gennaio 2001   |                 |
| 7b  | Muscular Beaver 5                | Mega bicipite 5 | 6 gennaio 2001   |                 |
| 8a  | Vantastic Voyage                 |                 | 6 agosto 2006    |                 |
| 8b  | Blacktop Beavers                 |                 | 6 agosto 2006    |                 |
| 9a  | Specs Appeal                     |                 | 6 gennaio 2001   |                 |
| 9b  | Things That Go Hook in the Night |                 | 6 gennaio 2001   |                 |
| 10a | Damnesia                         |                 | 27 gennaio 2001  |                 |
| 10b | The Posei-Dam Adventures         |                 | 27 gennaio 2001  |                 |
| 11a | The Big Frog                     |                 | 27 agosto 2006   |                 |
| 11b | Dag Con Carny                    |                 | 27 agosto 2006   |                 |
| 12a | All in the Colony                |                 | 25 agosto 2006   |                 |
| 12b | Line Dancing                     |                 | 25 agosto 2006   |                 |
| 13a | Beavemaster                      |                 | 23 luglio 2006   |                 |
| 13b | Deck Poops                       |                 | 23 luglio 2006   |                 |
| 14a | Dagski and Norb                  |                 | 11 giugno 2006   |                 |
| 14b | Shell or High Water              |                 | 11 giugno 2006   |                 |
| 15a | A Tale of Two Rangers            |                 | Mai trasmesso    |                 |
| 15b | Bye Bye, Beavers                 |                 | Mai trasmesso    |                 |